# HPQ (エイベックスのレコードレーベル)
HPQ（エイチピーキュー）は、かつて存在したエイベックスのレコードレーベル。

## 概要
ヴィジュアル系アーティストをカテゴライズさせるレーベルとして2010年に設立。“HPQ”が持つ意味やポリシーは非公表とされている。ヴィジュアル系に該当しないジャンルの楽曲を発表するアーティストも所属。なお、レーベル発足以前から所属アーティストの一部タイトルのジャケットにはロゴが印刷されていた。
レーベル第1弾作品はGACKTの「EVER」。
規格番号はCDがYICQ、DVDがYIBQ、BDがYIXQ、特殊商品がYIZQ（数字部分は形態を問わず連番で10***）。元々avex traxに所属していたヴィジュアル系アーティストの多くは本レーベルに集約され、また他のレコード会社からの移籍も目立つ。2011年～2012年にかけてはVOCALOID関係のタイトルも多く発売。レーベルロゴは「h」「P」「Q」を組み合わせたデザインになっている。2014年4月以降作品を発表しているのはナイトメアのみとなり実質的なプライベートレーベルとなった。
2024年、最後に所属していた浅葱がDの無期限活動休止後、別のレーベルでCDをリリースしたため、当レーベルは事実上消滅した。

## かつて所属していたアーティスト

### ROCKアーティスト・ミュージシャン
| アーティスト名                | 所属期間       | iTunes | 備考                                                                              |
| ----------------------------- | -------------- | ------ | --------------------------------------------------------------------------------- |
| kannivalism                   | 2010年〜2011年 | リンク | avex traxより移籍                                                                 |
| 聖飢魔II                      | 2010年〜2012年 | リンク | avex traxより移籍                                                                 |
| D                             | 2010年〜2013年 | リンク | avex traxより移籍→Y-YARD→CJビクターへ移籍                                         |
| GACKT                         | 2010年〜2013年 | リンク | 日本クラウンより移籍→G&LOVERS（自主レーベル）へ移籍                               |
| メガマソ                      | 2010年〜2011年 | リンク | avex traxより移籍→エイベックス・マネジメント→Timely Recordsへ移籍                 |
| マーティ・フリードマン        | 2010年〜2011年 | リンク | avex traxより移籍→ユニバーサルミュージックへ移籍                                  |
| Syu                           | 2010年         | リンク | GALNERYUSのギタリスト。HPQ→バップ→ワーナーミュージック・ジャパン                  |
| 葵&涼平 incl.アヤビエメガマソ | 2011年         | リンク | フェザンレーヴへ移籍                                                              |
| LUNA SEA                      | 2011年〜2013年 | リンク | ユニバーサルミュージック→avex traxより移籍→ユニバーサルミュージックへ再移籍       |
| 河村隆一                      | 2011年〜2012年 | リンク | ビクター→コロムビアME→avex traxより移籍→avex traxへ再移籍                         |
| YELLOW FRIED CHICKENz         | 2011年〜2012年 | リンク | GACKTを中心に結成されたバンド。2012年解散                                         |
| SUGIZO                        | 2011年         | リンク | CROSS→DREAM MACHINE→日本クラウン→ハッツアンリミテッドより移籍→Wakyo Recordsへ移籍 |
| 3minutes                      | 2012年         | リンク | R率いる覆面バンド                                                                 |
| The LEGENDARY SIX NINE        | 2013年         | リンク | CANNON BALL PROJECT→HPQ→Timely Records→RACT                                       |
| NIGHTMARE                     | 2011年〜2016年 | リンク | 日本クラウン→バップより移籍                                                       |
| 浅葱                          | 2018年〜2024年 | リンク | Dのボーカリスト                                                                   |

## 備考
- SOPHIAのシングル『cod-E 〜Eの暗号〜』の商品規格がYICQ-10066,67となっている。これはディレクターの意向でレーベルがHPQからavex trax（AVCD品番）に変更されたにもかかわらず、移籍時の編成によって取得された当初の規格が変更されなかったためである。
- Jも同じエイベックスの制作部門に所属しているが、レーベルはcutting edge。